# Principio de inexcusabilidad

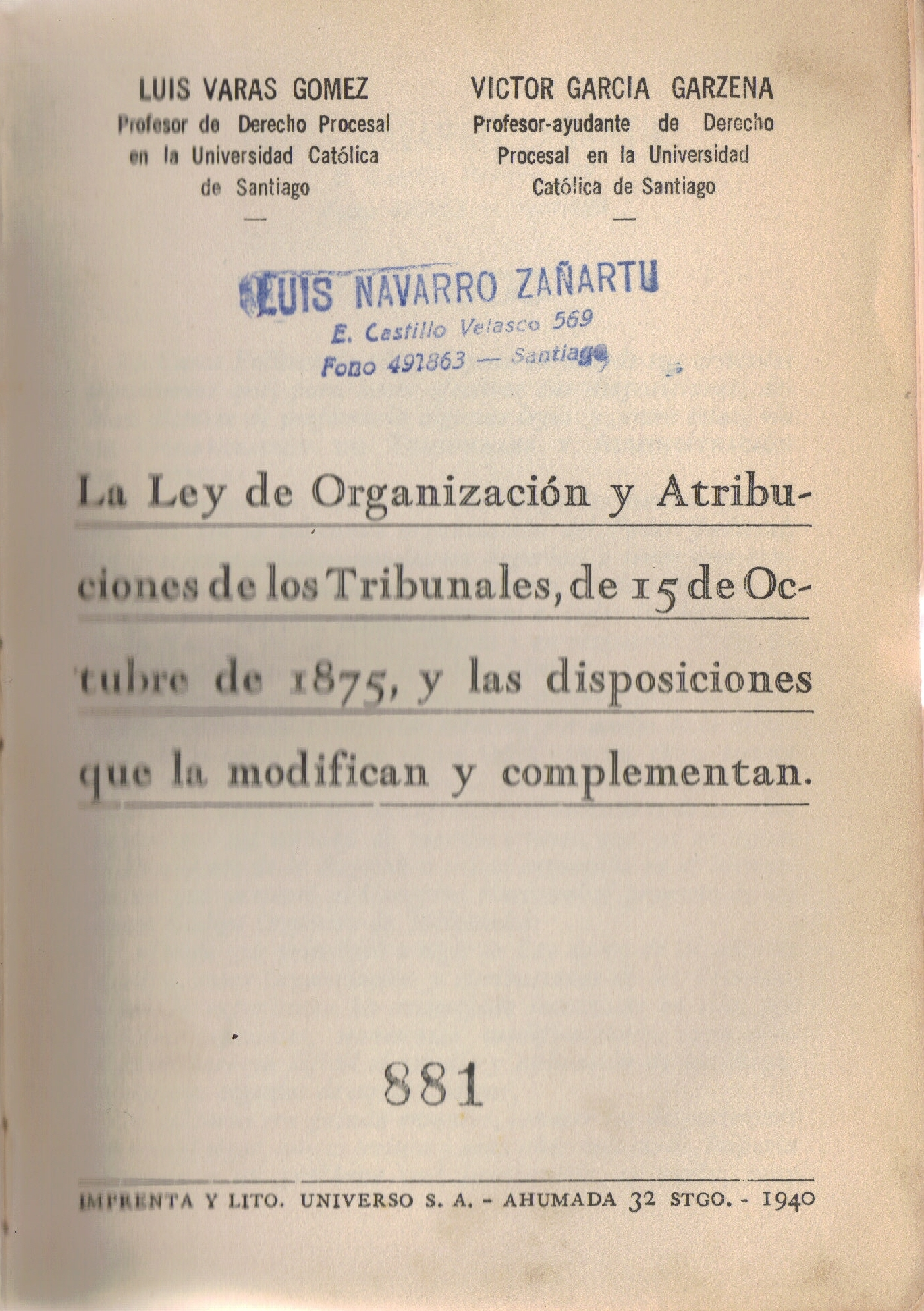
Libro de Carlos Risopatrón, primer texto normativo chileno donde se menciona el principio de inexcusabilidad.

El principio de inexcusabilidad es un principio general del derecho que garantiza la tutela jurisdiccional efectiva, imponiendo a los tribunales de justicia la incapacidad de excusarse del conocimiento de un cierto asunto, bajo el pretexto de no existir norma jurídica que permita resolver el asunto.
En el ordenamiento jurídico chileno, dicho principio se encuentra positivizado en la Constitución Política de Chile, específicamente en el artículo n° 76, inciso segundo, el cual señala que "reclamada su intervención en forma legal y en negocios de su competencia, no podrán excusarse de ejercer su autoridad, ni aun por falta de ley que resuelva la contienda o asunto sometido a su decisión." y en el artículo 10 del Código Orgánico de Tribunales, el cual señala que "Los tribunales no podrán ejercer su ministerio, sino a petición de parte, salvo los casos en que la ley lo faculte para proceder de oficio. Reclamada su intervención en forma legal y en negocios de su competencia no podrán excusarse de ejercer su autoridad ni aún por falta de ley que resuelva la contienda sometida a su decisión."
Es por el deber obligatorio de un juez de fallar que se consagran otras vías de resolución de casos en la eventualidad de lagunas legales. En este contexto, el juez está facultado a utilizar las otras fuentes formales del derecho, tales como los principios generales del derecho, la equidad, doctrina de autores y la jurisprudencia, entre otros.
El principio de inexcusabilidad del juez, supone la concurrencia de dos condiciones: que la intervención del Tribunal será reclamada en forma legal y en asuntos sometidos a su competencia, de suerte que, al Tribunal como el supremo guardián de la Constitución, le corresponderá mantener su integridad.

## Origen histórico
El principio de inexcusabilidad, y su consagración, está estrechamente vinculado a la consideración de la ley como principal fuente del sistema jurídico; en otros tiempos, regía el principio de la excusabilidad.
En efecto, con el nacimiento y vigencia del Libro de los Jueces (s.VII), la expresión más representativa del derecho visigodo, en donde se impedía al juez a resolver aquellos casos no previstos en la ley, disponiéndose que el proceso fuese remitido al rey a fin de que este juzgue o provea una ley para hacerlo.
En pro de ese objetivo el derecho común, aparecía como una herramienta eficaz a utilizar por los monarcas. En este contexto, la ley limita la vigencia de la costumbre jurídica, que en el período anterior había sido la principal fuente del derecho. Sin embargo, este derecho común no altera los principios del Libro de los Jueces tendientes a la plenitud legal y reproducidos textualmente en el Fuero Real; como tampoco se altera en esta época el principio de excusabilidad del juez y de requerimiento al rey frente a materias no legisladas o que hagan dudar al órgano jurisdiccional acerca del derecho que ha de escoger, principio este último que establecen en particular las Siete
Partidas, desarrollado también en el Ordenamiento de Alcalá Henares de 1348.
En el derecho de Castilla, una vez más por vía legislativa, en el ámbito jurisdiccional se excluye, al menos como principio de carácter general, la hoy denominada jurisdicción de equidad, que obliga al juez a pronunciarse no obstante la ausencia (o insuficiencia) de precepto legislado, elemento que apunta a la apertura del ordenamiento jurídico a otras fuentes extralegales.
El descubrimiento de América no sólo trajo un mundo nuevo por conocer sino también un nuevo mundo que regular.
Desde un primer momento comienzan a regir en América las Siete Partidas, el Fuero Juzgo y el resto de la legislación castellana con todos los principios en ella vigentes (entre ellos, el de la excusabilidad). Pero más tarde se revela la necesidad de una especial regulación para esta nueva realidad, ante lo cual se crea por la Corona real un derecho nuevo y específico que rija en el nuevo mundo, América.

### Historia del Principio en Chile
El principio de la inexcusabilidad se ha relacionado históricamente con la vinculación del juez a la ley, donde la referida regla corresponde a la opción estatal que consagra el deber de fallar por parte del juez, como obligación inexcusable, incluso en el caso de enfrentamiento a una laguna legal, excluyendo de este modo la posibilidad de declaración de non liquet o de sin solución de algún asunto puesto en conocimiento del judicial.
Anterior a este principio regía el principio de la excusabilidad tras la creación del Liber Iudiciurum, expresión del derecho visigodo, donde se le impedía rotundamente a los jueces resolver casos que no estuviesen previstos en la ley. En estas situaciones era el rey quien juzgaría dicho caso o proveería de una nueva ley acorde a él. Esta política donde los reyes intervenían en esta materia, tenía como fin fundamental el imponer un sistema de derecho que aumentara el poder de la monarquía.
Así las cosas, en 1837 en Chile se dictan las leyes de procedimiento (las leyes marianas). Estas leyes inician el proceso de estructurar el sistema jurídico en torno a una preeminencia de la ley como fuente formal del derecho. En este sentido proyectan, nuevamente, el principio de excusabilidad. No obstante, una de esas leyes: “la ley de fundamentación de
las sentencias”, será clave para el establecimiento de la facultad del juzgador de fallar aún en ausencia de ley. La ley anteriormente nombrada, provocó un cambio rotundo, frente a lo cual, la Corte Suprema de Chile pidió al Poder Ejecutivo de la nación aclaraciones sobre el texto.
Esta modificación fue aceptada de modo unánime por el Senado, promulgándose esta polémica e innovadora ley el 12 de septiembre de 1851. El mismo criterio de Andrés Bello aparece nuevamente en el Título Preliminar, artículo 4°, del Proyecto de Código Civil de 1853 el cual establece que: “En materias civiles, a falta de ley escrita o de costumbre que tenga fuerza de ley, fallará el juez conforme a lo que dispongan las leyes para objetos análogos, y a falta de éstas, conforme a los principios generales de derecho y
de equidad natural.”
El sistema de predominio absoluto de la ley que implica el principio de excusabilidad, donde en lo medular el juez no tiene facultad alguna para crear jurídicamente una norma, aunque limitada en su aplicación al caso que resuelve, es implícitamente superado por la “ley sobre el modo de acordar y fundar las sentencias” de 1851. Se constata así una antinomia en el ordenamiento jurídico,
puesto que estas facultades conferidas al juez para fallar aún a falta de ley que resuelva el asunto, entran en pugna, se contradicen con la referencia al legislador aún vigente que, como hemos señalado, aparece como una herramienta al servicio de la excusabilidad. Cuestión que,
finalmente, se resuelve a favor de la inexcusabilidad con su consagración positiva en la ley sobre organización y atribuciones de los tribunales de 1875, es éste el hito definitivo que marca el paso de la excusabilidad del juez, a la prohibición de excusarse ante la falta de ley.
Dicha regulación se concordaba con lo dispuesto, en primer término, en el Proyecto de Código de Enjuiciamiento Civil de 1893 en su artículo 192 N.º 5; mismo precepto que finalmente pasa al Código de Procedimiento Civil de 1903 en el artículo 170 N.º 533. Más tarde, en 1943 con la creación del Código Orgánico de Tribunales, la prohibición de excusarse se establece en su artículo 10. Para finalmente alcanzar consagración
constitucional, con la Constitución de 1980, en el actual artículo 76 inciso segundo.
Esta norma que desde el año 1875, recoge de manera expresa la opción de la inexcusabilidad del juez, se mantiene inalterable hasta el día de hoy, en donde se ve claramente reflejada y arraigada en las bases jurisdiccionales de los tribunales chilenos de justicia, donde en sus sentencias, se puede apreciar cómo los jueces aluden al principio de inexcusabilidad para dictar sentencias utilizando fuentes formales del derecho chileno, distintas a la ley o a la constitución.
Considerando sentencia rol n° 3.336-2012 con fecha doce de julio de dos mil doce, cuarta sala, Corte Suprema.
Noveno: Que para aclarar el conflicto planteado en la materia que se analiza, preciso es traer a colación el artículo 76 de la Constitución Política de la República y 10 del Código del Orgánico de Tribunales, textos ambos que se refieren y consagran el principio de la inexcusabilidad, esto es, que reclamada legalmente la intervención del tribunal y en negocios de su competencia, no puede excusarse de ejercer su autoridad, ni aún por falta de ley que resuelva la contienda sometida a su decisión.
Undécimo: Que por lo razonado, al desestimar el recurso de apelación y así mantener la decisión de primer grado que declaró la incompetencia del tribunal; los jueces del fondo han cometido una falta grave enmendable sólo por esta vía disciplinaria, motivo por el cual, corresponde acoger el presente recurso de queja.
Por estas consideraciones y visto, además, lo dispuesto en los artículos 545 y siguientes del Código Orgánico de Tribunales, se acoge el recurso de queja deducido por la reclamante en lo principal de fojas 6 y, en consecuencia, se deja sin efecto la resolución dictada por la Corte de Apelaciones de Santiago, de fecha veinticuatro de abril del año dos mil doce escrita a fojas 19 de los antecedentes traídos a la vista, que confirmó la de primer grado, de trece de enero del año en curso, que declaró la incompetencia del tribunal; y en su lugar se decide que ésta queda revocada, toda vez que el tribunal es competente para conocer de la acción deducida por Comercial Shopping Limitada. Consecuencialmente, se deja sin efecto la resolución de la misma fecha por la que el juez a quo privó de efectos a la resolución de doce de mismo mes y año, esto es, aquella que rechazó, sin costas, la demanda interpuesta por la recurrente, la que, entonces, queda vigente. Por lo tanto, el plazo a que se refiere el inciso 2º del artículo 500 del Código del Trabajo para reclamar de la resolución de doce de enero del año en curso, comenzará a correr desde la notificación a las partes del cúmplase de la presente resolución.
Considerandos sentencia rol n° 332-09 con fecha doce de julio de dos mil doce, segunda sala, Corte Suprema.
CUARTO. Que la reclamante impugna la resolución Nº 1570 porque el procedimiento administrativo no se realizó de acuerdo a los principios que orientan y norman los actos administrativos del Estado y que se encuentran contenidos en el artículo 4* de la Ley 19.880, esto es, contradictoriedad, no formalización, inexcusabilidad, transparencia y publicidad y las garantías de libertad económica y de no discriminación.
DÉCIMO... no se ciñera a los principios que orientan y norman los actos administrativos del Estado y que se encuentran contenidos en el artículo 4º de la Ley Nº 19.880, esto es, contradictoriedad, no formalización, inexcusabilidad, transparencia y publicidad y las garantías de la libertad económica y de no discriminación.

## El principio de inexcusabilidad como "principio"
En la propuesta de Ronald Dworkin, se establece el concepto de principio, como "un estándar que ha de ser observado, no porque favorezca o asegure una situación económica, política o social que se considera deseable, sino porque es una exigencia de la justicia, la equidad o alguna otra dimensión de la moralidad, que en dicho sentido genérico, pretende distinguir de las reglas, en cuanto estas últimas responden a una aplicabilidad disyuntiva, que obliga a un sí o un no, un todo o nada, mientras que los principios responden a una dimensión de peso e importancia, y que por lo mismo no pueden ser tratados como las reglas jurídicas, lo que se advierte principalmente en el proceso de decisión, donde no es posible invalidar un principio en favor de otro, proponiendo para ellos su ideal interpretativo del derecho como integridad, a través del mito del juez Hércules
Es posible considerar el principio de inexcusabilidad como "principio" en el sentido dworkiniano. Sí lo vemos exclusivamente desde la definición citada anteriormente, pues implica una exigencia de justicia o de moralidad estatal que los derechos sean efectivamente tutelados, y específicamente, que frente al requerimiento de los tribunales de ejercer su rol adjudicador, estos lo hagan sin excusas.

## Alcance del principio de inexcusabilidad
El alcance de la inexcusabilidad, se dirige en dos sentidos, por un lado, como una mera prohibición para el juez de apartarse de cumplir su deber de fallar, y por otro, como una cláusula excepcional, que autoriza la integración de la equidad como fuente del derecho, en el caso de defecto de ley.
Alejandro Silva Bascuñán en su Tratado, se refiere a la inexcusabilidad como la obligación de "los tribunales de pronunciarse cuando a ellos se recurre en forma legal", en caso de ausencia de norma el juez debe salvar su carencia "ideando lo que convenga dentro de la aspiración de justicia que debe informar la vocación de la magistratura"; en el mismo sentido, al identificar el principio de inexcusabilidad con el deber de fallar.
la inexcusabilidad se describe señalando que "significa en buenas cuentas, que la Jurisdicción no puede hacer nunca dejación de su cometido de declarar el derecho entra las partes mediante la emisión del juicio", que entendiendo la jurisdicción como una potestad, tanto el constituyente como el legislador, han prohibido el abandono de su ejercicio a todo evento.
La otra vertiente de comprensión del principio, es en cuanto cláusula de autorización de creación de derecho por parte del juez, tanto en el derecho procesal como constitucional, la inexcusabilidad se ha comprendido tradicionalmente como sinónimo del deber de fallar, se trata en estricto rigor, de una prohibición que tiene como destinatario al órgano judicial, lo que se hace especialmente notorio en su consagración constitucional, ocasión en que se despliega claramente como mandato dirigido al Poder Judicial, en cuanto le impide excusarse de cumplir su función.
Se ha diferenciar la inexcusabilidad del deber de fallar, reduciendo su alcance al solo caso específico de la posibilidad de integración del derecho y aplicación de la jurisdicción de equidad en caso de laguna legal, identificándolo como una regla que autoriza a suplir el defecto de ley mediante la aplicación de "los principios de equidad", y de la "equidad natural" El profesor Agustín Squella también se refiere a la inexcusabilidad en el caso de laguna legal señalando la posibilidad que se da al legislador de dejar lagunas en el derecho y, a su vez, autorizando a los jueces a llenarlas. Es aquí donde la inexcusabilida se relaciona con este punto, ya que al dar a los jueces la posibilidad de llenar las lagunas dejadas por los legisladores, también se les establece el deber de conocer y fallar los asuntos que se les someten aún a falta de ley que los regule. De esta forma se asegura que al momento de existir una laguna dentro del derecho siempre estará el juez llamado a resolver el caso, quien llenara dicha laguna valiéndose de cualquiera de los métodos o elementos de integración de la ley.

## Principio de inexcusabilidad y su relación con la integración
Integrar la ley, en general, significa completar los vacíos jurídicos presentes en los ordenamientos jurídicos, una situación no contemplada de manera expresa en la mayoría de estos.
Cada vez que se mencione la integración, ha de conectarse con el principio de inexcusabilidad, base fundamental de la administración de justicia.
Este opera cada vez que un juez se encuentra con un vacío legal en la Constitución Política de la República de Chile art 76, inciso segundo.
"Reclamada su intervención en forma legal y en negocios de su competencia, no podrán excusarse de ejercer su autoridad, ni aun por falta de ley que resuelva la contienda o asunto sometidos a su decisión".
Requisitos que debe tener la presentación para que se produzca el principio de inexcusabilidad: o que sea reclamada la intervención en forma legal o que sea de su competencia: “negocio de su competencia”.

### Métodos para la integración
- Analogía: frente a una misma razón, una misma solución.
- Principios de equidad natural.
- Principios generales del derecho(incluye principios procesales).

La concreción del principio de inexcusabilidad la encontramos en el código de procedimiento civil, artículo 170, número cinco.
Código de Procedimiento Civil de Chile Art. 170 (193).
"Las sentencias definitivas de primera o de única instancia y las de segunda que modifiquen o revoquen en su parte dispositiva las de otros tribunales, contendrán:... 5° La enunciación de las leyes, y en su defecto de los principios de equidad, con arreglo a los cuales se pronuncia el fallo"
Además se vislumbra en el nuevo Código Procesal Penal de Chile, artículo 342, letra d):
"Artículo 342.- Contenido de la sentencia. La sentencia definitiva contendrá: d) Las RAZONES LEGALES O DOCTRINALES que sirvieren para calificar jurídicamente cada uno de los hechos y sus circunstancias y para fundar el fallo"

### Eficacia temporal de la ley procesal
Dos situaciones:
- 1º La relación jurídica material: Situación de hecho que generó el conflicto (Ej.: Ctto, delito y cuasis); situación extraprocesal de la realidad.

- 2º La relación jurídica procesal: Se inicia con la notificación de la demanda y termina con la sentencia firme o ejecutoriada. Esta relación vincula al órgano con las partes involucradas.

## Relación con el Tribunal Constitucional
Podría objetarse a esta distinción el que ella sólo tenga interés teórico. Sin embargo esto no es así. Al menos, el Tribunal Constitucional no era consciente de la necesidad de distinguir estas dos posibles concepciones de la Constitución y el rol de la jurisdicción constitucional al aceptar, con ocasión de la primera oportunidad en que hubo de ejercer un control, y sin ulterior reflexión, el art. 3 i. II de su ley orgánica constitucional, que consagra el principio de inexcusabilidad. ¿ Cómo habría que entender este principio en sede constitucional? ¿Cómo una habilitación (por lo demás espuria, por meramente legal orgánica) al tribunal para fallar, aún a falta de disposición constitucional que resuelva la controversia, estatuyendo la respectiva norma constitucional? Por ejemplo, ante la ausencia de toda norma constitucional relativa al matrimonio, y frente a un requerimiento de inconstitucionalidad de un proyecto de ley que regula el divorcio, ¿debería estatuir el Tribunal la norma "constitucionalmente aplicable?
El principio de inexcusabilidad a nivel constitucional es un absurdo irredimible. Y por lo mismo, se refuerza la tensión a encontrar (más bien a construir) siempre una respuesta constitucional a la cuestión normativa planteada. Por ejemplo en el caso propuesto una línea argumental sería reducir el concepto de familia del art. 1° al de familia nuclear matrimonial, e interpretar la idea de "protección" contenida en el mismo artículo en el particular sentido de inmutabilidad del estatuto jurídico del vínculo matrimonial. Sin embargo, los dos pasos son, desde un punto de vista interpretativo, lo suficientemente forzados como para constituir un buen ejemplo de concretización sin un fundamento directo en la Constitución. Desde un punto de vista argumental, la mayor parte de las veces es posible encontrar "algún" punto de partida, o vínculo de una materia con un enunciado constitucional de carácter general, y por esta vía se puede llegar a construir todo un ordenamiento de principios "constitucionales". Sin embargo, ante la pregunta de si la Constitución consagra la indisolubilidad del matrimonio, permite o prohíbe el divorcio, la verdad es que la respuesta es más sencilla: la materia no se encuentra regulada en la Constitución, no es posible encontrar en el texto fundamental una referencia directa a la cuestión del divorcio, y es más: ni siquiera al matrimonio.

## Conclusiones del principio de Inexcusabilidad en sede Constitucional
Pese al reconocimiento jurídico positivo del principio de inexcusabilidad, que prescribe que el Tribunal Constitucional debe fallar a pesar de no existir ley que resuelva el asunto sometido a su jurisdicción, consideramos que este principio no es aplicable en sede jurisdiccio-constitucional. La anterior afirmación se asienta tanto en la idea de constitución y el rol que juega un tribunal constitucional en los sistemas en que existe un texto constitucional escrito, como en el carácter acotado y excepcional que históricamente ha tenido la vigencia del principio de inexcusabilidad (asociada al derecho privado).
Un tribunal constitucional debe garantizar la supremacía de la constitución, analizando la constitucionalidad de situaciones jurídicas (normativas o fácticas), en la medida que estas se encuentren reguladas en la constitución. Precisamente, señalar que una situación jurídica está o no regulada constitucionalmente implica cumplimiento al deber de fallar, distinto de la inexcusabilidad, que sí recae sobre el órgano de jurisdicción constitucional. La distinción observada entre deber de fallar e inexcusabilidad parece no ser delimitada por el Tribunal Constitucional, como se desprende del análisis jurisprudencial, en las escasas ocasiones en que es analizado. Ni tampoco por la mayoría de la doctrina nacional, que constata el principio, pero no analiza las consecuencias que se derivarían para el estado de derecho el concebir como aplicable tal principio, ya que el Tribunal se transformaría en un verdadero poder constituyente.
En definitiva, el inciso segundo del art. 3º de la ley orgánica 17.997, que no es modificado por el proyecto de reforma a esta normativa, debe ser entendido en el sentido de consagrar un deber de fallar, anejo del derecho a una tutela judicial efectiva, que se cumple una vez que el Tribunal se pronuncia sobre la constitucionalidad de una situación jurídica, en la medida que haya sido regulada por el poder constituyente.
La eventual vigencia del principio de inexcusabilidad en sede constitucional produce dos consecuencias perniciosas que ha de procurar evitarse: una inmediata y progresiva, y otra remota pero posible. En primer lugar, la consecuencia inmediata es que se sustraen un conjunto de decisiones del ámbito del proceso político democrático, el cual pierde progresivamente áreas en las cuales la participación democrática pueda influir (esto puede resultar incluso más grave que la supuesta falta de legitimación democrática del juez constitucional). En segundo lugar, como expone Aldunate Lizana, el mismo hecho de que una comunidad se agrupe en torno a una constitución en cuanto lo hace respecto de cuestiones fundamentales sobre las que comparte un consenso, puede llevar a que la constitución deje de ser referencia de un acuerdo y pase a ser un punto de quiebre, si el contenido de este supuesto consenso se extiende excesiva y forzadamente por parte de quien tiene a su cargo la mantención de la supremacía Constitucional.